# Prima Divisione Emilia-Romagna 1950-1951
La Prima Divisione fu il massimo campionato regionale di calcio disputato in Emilia-Romagna nella stagione 1950-1951.

## Girone A

### Squadre partecipanti
| Squadra               | Città (provincia)             | Stagione precedente |
| --------------------- | ----------------------------- | ------------------- |
| U.S. Alfonsinese      | Alfonsine (RA)                |                     |
| U.S. Bagnacavallese   | Bagnacavallo (RA)             |                     |
| Pol. Cattolica        | Cattolica (FO)                |                     |
| A.S. Cervia           | Cervia (RA)                   |                     |
| U.S. Cesenatico       | Cesenatico (FO)               |                     |
| Dop. Ferrovieri       | Rimini (FO)                   |                     |
| S.S. Gambettolese     | Gambettola (FO)               |                     |
| S.S. Guido Buscaroli  | Conselice (RA)                |                     |
| U.S. Mezzano          | Mezzano (RA)                  |                     |
| A.C. Riccione         | Riccione (FO)                 |                     |
| S.S. Sammaurese       | San Mauro Pascoli (FO)        |                     |
| A.S. Santarcangiolese | Santarcangelo di Romagna (FO) |                     |
| S.S. Savignanese      | Savignano sul Rubicone (FO)   |                     |

### Classifica finale
|  | Pos. | Squadra         | Pt | G  | V | N | P  | GF | GS | DR |
|  | ---- | --------------- | -- | -- | - | - | -- | -- | -- | -- |
|  | 1.   | ???             | ?? | 24 |   |   |    |    |    |    |
|  | 2.   | ???             | ?? | 24 |   |   |    |    |    |    |
|  | 3.   | Cervia          | ?? | 24 |   |   |    |    |    |    |
|  | 4.   | Riccione        | ?? | 24 |   |   |    |    |    |    |
|  | 5.   | ???             | ?? | 24 |   |   |    |    |    |    |
|  | 6.   | Cesenatico      | ?? | 24 |   |   |    |    |    |    |
|  | 7.   | ???             | ?? | 24 |   |   |    |    |    |    |
|  | 8.   | Dop. Ferrovieri | 22 | 24 | 9 | 4 | 11 | 44 | 42 | +2 |
|  | 9.   | ???             | ?? | 24 |   |   |    |    |    |    |
|  | 10.  | ???             | ?? | 24 |   |   |    |    |    |    |
|  | 11.  | ???             | ?? | 24 |   |   |    |    |    |    |
|  | 12.  | ???             | ?? | 24 |   |   |    |    |    |    |
|  | 13.  | ???             | ?? | 24 |   |   |    |    |    |    |

Legenda:

      Ammesso alla finale regionale.
      Retrocesso in Seconda Divisione.
Regolamento:
Due punti a vittoria, uno a pareggio, zero a sconfitta.
Pari merito in caso di pari punti.

## Girone B

### Squadre partecipanti
| Squadra                 | Città (provincia)            | Stagione precedente |
| ----------------------- | ---------------------------- | ------------------- |
| U.S. Ancora             | Bologna                      |                     |
| A.S. Brisighella        | Brisighella (RA)             |                     |
| A.G.C. Budrio           | Budrio (BO)                  |                     |
| U.S. Castelbolognese    | Castel Bolognese (RA)        |                     |
| U.S. Castel San Pietro  | Castel San Pietro Terme (BO) |                     |
| F.d.G. Castenaso        | Castenaso (BO)               |                     |
| C.S.C. Filese           | Argenta (FE)                 |                     |
| Pol. Molinella          | Molinella (BO)               |                     |
| S.C. Nuovo Bologna      | Bologna                      |                     |
| A.C. Panigal            | Bologna                      |                     |
| A.C. DEMM Porretta      | Porretta Terme (BO)          |                     |
| A.S. Robur              | Faenza (RA)                  |                     |
| S.S. C.R.A.L. Tranvieri | Bologna                      |                     |

### Classifica finale
|  | Pos. | Squadra       | Pt | G  | V  | N | P | GF | GS | DR  |
|  | ---- | ------------- | -- | -- | -- | - | - | -- | -- | --- |
|  | 1.   | Budrio        | 38 | 24 | 16 | 6 | 2 | 58 | 19 | +39 |
|  | 2.   | DEMM Porretta | 35 | 24 | 13 | 9 | 2 | 48 | 17 | +31 |
|  | 3.   | Molinella     | 32 | 24 | 12 | 8 | 4 | 54 | 23 | +31 |
|  | 4.   | ???           | ?? | 24 |    |   |   |    |    |     |
|  | 5.   | ???           | ?? | 24 |    |   |   |    |    |     |
|  | 6.   | Castenaso     | ?? | 24 |    |   |   |    |    |     |
|  | 7.   | ???           | ?? | 24 |    |   |   |    |    |     |
|  | 8.   | ???           | ?? | 24 |    |   |   |    |    |     |
|  | 9.   | ???           | ?? | 24 |    |   |   |    |    |     |
|  | 10.  | ???           | ?? | 24 |    |   |   |    |    |     |
|  | 11.  | ???           | ?? | 24 |    |   |   |    |    |     |
|  | 12.  | ???           | ?? | 24 |    |   |   |    |    |     |
|  | 13.  | ???           | ?? | 24 |    |   |   |    |    |     |

Legenda:

      Ammesso alla finale regionale.
      Retrocesso in Seconda Divisione.
Regolamento:
Due punti a vittoria, uno a pareggio, zero a sconfitta.
Pari merito in caso di pari punti.

## Girone C

### Squadre partecipanti
| Squadra           | Città (provincia)              | Stagione precedente |
| ----------------- | ------------------------------ | ------------------- |
| Bazzano Sportiva  | Bazzano (BO)                   |                     |
| Castelfranco F.C. | Castelfranco Emilia (MO)       |                     |
| Centese Calcio    | Cento (FE)                     |                     |
| U.S. Corticella   | Bologna                        |                     |
| A.C. Persicetana  | San Giovanni in Persiceto (BO) |                     |
| Pol. Poggese      | Poggio Renatico (FE)           |                     |
| S.C. Progresso    | Castel Maggiore (BO)           |                     |
| U.S. Sangiorgese  | San Giorgio di Piano (BO)      |                     |
| S.C. San Pietro   | San Pietro in Casale (BO)      |                     |
| Sassuolo Sportiva | Sassuolo (MO)                  |                     |
| U.S. Scandianese  | Scandiano (RE)                 |                     |
| A.S. Rubiera      | Rubiera (RE)                   |                     |
| U.S. Vignolese    | Vignola (MO)                   |                     |

### Classifica finale
|  | Pos. | Squadra      | Pt | G  | V  | N | P  | GF | GS | DR  |
|  | ---- | ------------ | -- | -- | -- | - | -- | -- | -- | --- |
|  | 1.   | Persicetana  | 35 | 24 | 13 | 9 | 2  | 50 | 22 | +28 |
|  | 2.   | Sassuolo     | 31 | 24 | 14 | 3 | 7  | 53 | 29 | +24 |
|  | 3.   | Progresso    | 28 | 24 | 12 | 4 | 8  | 39 | 25 | +14 |
|  | 4.   | Centese      | 27 | 24 | 11 | 5 | 8  | 34 | 34 | 0   |
|  | 5.   | Rubiera      | 26 | 24 | 12 | 2 | 10 | 39 | 34 | +5  |
|  | 6.   | Sangiorgese  | 24 | 24 | 10 | 4 | 10 | 35 | 32 | +3  |
|  | 7.   | Bazzano      | 23 | 24 | 9  | 5 | 10 | 43 | 40 | +3  |
|  | 8.   | Corticella   | 23 | 24 | 7  | 9 | 8  | 29 | 30 | -1  |
|  | 9.   | San Pietro   | 23 | 24 | 7  | 9 | 8  | 35 | 33 | +2  |
|  | 10.  | Pol. Poggese | 20 | 24 | 9  | 2 | 13 | 41 | 53 | -12 |
|  | 11.  | Castelfranco | 20 | 24 | 8  | 4 | 12 | 33 | 44 | -11 |
|  | 12.  | Scandianese  | 18 | 24 | 8  | 2 | 14 | 35 | 51 | -16 |
|  | 13.  | Vignolese    | 14 | 24 | 4  | 6 | 14 | 22 | 57 | -35 |

Legenda:

      Ammesso alla finale regionale.
      Retrocesso in Seconda Divisione.
  Retrocesso e successivamente riammesso.
  Non iscritto la stagione successiva.
Regolamento:
Due punti a vittoria, uno a pareggio, zero a sconfitta.
Pari merito in caso di pari punti.

## Girone D

### Squadre partecipanti
| Squadra            | Città (provincia)        | Stagione precedente |
| ------------------ | ------------------------ | ------------------- |
| Ambrogio           | Ambrogio di Copparo (FE) |                     |
| E.N.A.L. Berra     | Berra (FE)               |                     |
| U.S. Codigorese    | Codigoro (FE)            |                     |
| U.S. Comacchiese   | Comacchio (FE)           |                     |
| U.P. Copparese     | Copparo (FE)             |                     |
| A.C. Ferrara       | Ferrara                  |                     |
| S.S. Jolanda       | Jolanda di Savoia (FE)   |                     |
| U.S. Laghese       | Lagosanto (FE)           |                     |
| A.C. Masi Torello  | Masi Torello (FE)        |                     |
| G.S. Mezzogorese   | Mezzogoro (FE)           |                     |
| U.S. Ostellato     | Ostellato (FE)           |                     |
| Pol. Sangiovannese | San Giovanni (FE)        |                     |
| G.S. Serravalle    | Serravalle (FE)          |                     |
| Tresigallo F.C.    | Tresigallo (FE)          |                     |

### Classifica finale
|  | Pos. | Squadra | Pt | G  | V | N | P | GF | GS | DR |
|  | ---- | ------- | -- | -- | - | - | - | -- | -- | -- |
|  | 1.   | ???     | ?? | 26 |   |   |   |    |    |    |
|  | 2.   | ???     | ?? | 26 |   |   |   |    |    |    |
|  | 3.   | ???     | ?? | 26 |   |   |   |    |    |    |
|  | 4.   | ???     | ?? | 26 |   |   |   |    |    |    |
|  | 5.   | ???     | ?? | 26 |   |   |   |    |    |    |
|  | 6.   | ???     | ?? | 26 |   |   |   |    |    |    |
|  | 7.   | ???     | ?? | 26 |   |   |   |    |    |    |
|  | 8.   | ???     | ?? | 26 |   |   |   |    |    |    |
|  | 9.   | ???     | ?? | 26 |   |   |   |    |    |    |
|  | 10.  | ???     | ?? | 26 |   |   |   |    |    |    |
|  | 11.  | ???     | ?? | 26 |   |   |   |    |    |    |
|  | 12.  | ???     | ?? | 26 |   |   |   |    |    |    |
|  | 13.  | ???     | ?? | 26 |   |   |   |    |    |    |
|  | 14.  | ???     | ?? | 26 |   |   |   |    |    |    |

Legenda:

      Ammesso alla finale regionale.
      Retrocesso in Seconda Divisione.
Regolamento:
Due punti a vittoria, uno a pareggio, zero a sconfitta.
Pari merito in caso di pari punti.

## Girone E

### Squadre partecipanti
| Squadra             | Città (provincia)              | Stagione precedente |
| ------------------- | ------------------------------ | ------------------- |
| A.C. Castelmassa    | Castelmassa (RO)               |                     |
| A.C. Concordia      | Concordia sulla Secchia (MO)   |                     |
| A.S. Bruno Veloci   | Sant'Ilario d'Enza (RE)        |                     |
| A.C. Gonzaga        | Gonzaga (MN)                   |                     |
| U.S. Governolese    | Governolo di Roncoferraro (MN) |                     |
| U.S. Poggese        | Poggio Rusco (MN)              |                     |
| U.S. Mirandolese    | Mirandola (MO)                 |                     |
| Ostiglia F.B.C.     | Ostiglia (MN)                  |                     |
| U.S. Sambenedittina | San Benedetto Po (MN)          |                     |
| S.S. Sermide        | Sermide e Felonica (MN)        |                     |
| S.C. Sorbolo        | Sorbolo (PR)                   |                     |
| S.S. Sustinente     | Sustinente (MN)                |                     |
| A.C. Suzzara        | Suzzara (MN)                   |                     |

### Classifica finale
|  | Pos. | Squadra        | Pt | G  | V  | N | P  | GF | GS | DR  |
|  | ---- | -------------- | -- | -- | -- | - | -- | -- | -- | --- |
|  | 1.   | Poggese        | 32 | 24 | 13 | 6 | 5  | 62 | 31 | +31 |
|  | 2.   | Sambenedittina | 32 | 24 | 15 | 2 | 7  | 37 | 30 | +7  |
|  | 3.   | Bruno Veloci   | 31 | 24 | 14 | 3 | 7  | 47 | 31 | +16 |
|  | 4.   | Concordia      | 30 | 24 | 13 | 4 | 7  | 56 | 35 | +21 |
|  | 5.   | Sorbolo        | 29 | 24 | 11 | 7 | 6  | 46 | 35 | +11 |
|  | 6.   | Suzzara        | 27 | 24 | 11 | 5 | 8  | 25 | 22 | +3  |
|  | 7.   | Governolese    | 24 | 24 | 10 | 4 | 10 | 43 | 42 | +1  |
|  | 8.   | Castelmassa    | 21 | 24 | 9  | 3 | 12 | 34 | 42 | -8  |
|  | 9.   | Mirandolese    | 20 | 24 | 8  | 4 | 12 | 34 | 39 | -5  |
|  | 10.  | Sermide        | 20 | 24 | 7  | 6 | 11 | 34 | 54 | -20 |
|  | 11.  | Ostiglia       | 19 | 24 | 7  | 5 | 12 | 34 | 48 | -14 |
|  | 12.  | Sustinente     | 14 | 24 | 6  | 2 | 16 | 40 | 57 | -17 |
|  | 13.  | Gonzaga        | 13 | 24 | 5  | 3 | 16 | 32 | 58 | -26 |

Legenda:

      Ammesso alla finale regionale.
      Retrocesso in Seconda Divisione.
Regolamento:
Due punti a vittoria, uno a pareggio, zero a sconfitta.
Pari merito in caso di pari punti.

## Finali regionali

### Girone finale A
|  | Pos. | Squadra   | Pt | G | V | N | P | GF | GS | DR |
|  | ---- | --------- | -- | - | - | - | - | -- | -- | -- |
|  | 1.   | Budrio    | ?? | 6 |   |   |   |    |    |    |
|  | 2.   | Copparese | ?? | 6 |   |   |   |    |    |    |
|  | 3.   | ???       | ?? | 6 |   |   |   |    |    |    |
|  | 4.   | ???       | ?? | 6 |   |   |   |    |    |    |

Legenda:

      Promosso in Promozione 1951-1952.
Regolamento:
Due punti a vittoria, uno a pareggio, zero a sconfitta.

### Girone finale B
|  | Pos. | Squadra       | Pt | G | V | N | P | GF | GS | DR  |
|  | ---- | ------------- | -- | - | - | - | - | -- | -- | --- |
|  | 1.   | Poggese       | 8  | 6 | 3 | 2 | 1 | 15 | 5  | +10 |
|  | 2.   | DEMM Porretta | 7  | 6 | 3 | 1 | 2 | 13 | 9  | +4  |
|  | 3.   | Persicetana   | 6  | 6 | 2 | 2 | 2 | 10 | 13 | -3  |
|  | 4.   | Sassuolo      | 3  | 6 | 1 | 1 | 4 | 7  | 18 | -11 |

Legenda:

      Promosso in Promozione 1951-1952.
Regolamento:
Due punti a vittoria, uno a pareggio, zero a sconfitta.

### Finalissima
|         | Risultati |         | Luogo e data                 |
| ------- | --------- | ------- | ---------------------------- |
| Budrio  | 2-2       | Poggese | Budrio, 8 luglio 1951        |
| Poggese | 6-3       | Budrio  | Poggio Rusco, 15 luglio 1951 |
|         |           |         |                              |

Verdetti
- Poggese Campione Emiliano di Prima Divisione. Rinuncia alla promozione per limitatezze economiche.

### Giornali
- Archivio della Gazzetta dello Sport, stagione 1950-51, consultabile presso le Biblioteche:
  - Biblioteca Nazionale Braidense di Milano,
  - Biblioteca Nazionale Centrale di Firenze,
  - Biblioteca Nazionale Centrale di Roma,
  - Biblioteca Civica Berio di Genova,
  - e presso Emeroteca del C.O.N.I. di Roma (non è online ma è da consultare in sede).
- Gazzetta di Mantova, stagione 1950-1951 - consultabile online.

### Libri
- Almanacco illustrato del calcio 1951, Milano, Rizzoli Editore, dicembre 1950.
- Sassuolo nel pallone Carlo Alberto Giovanardi, Edizioni Artestampa.